# 今治大丸

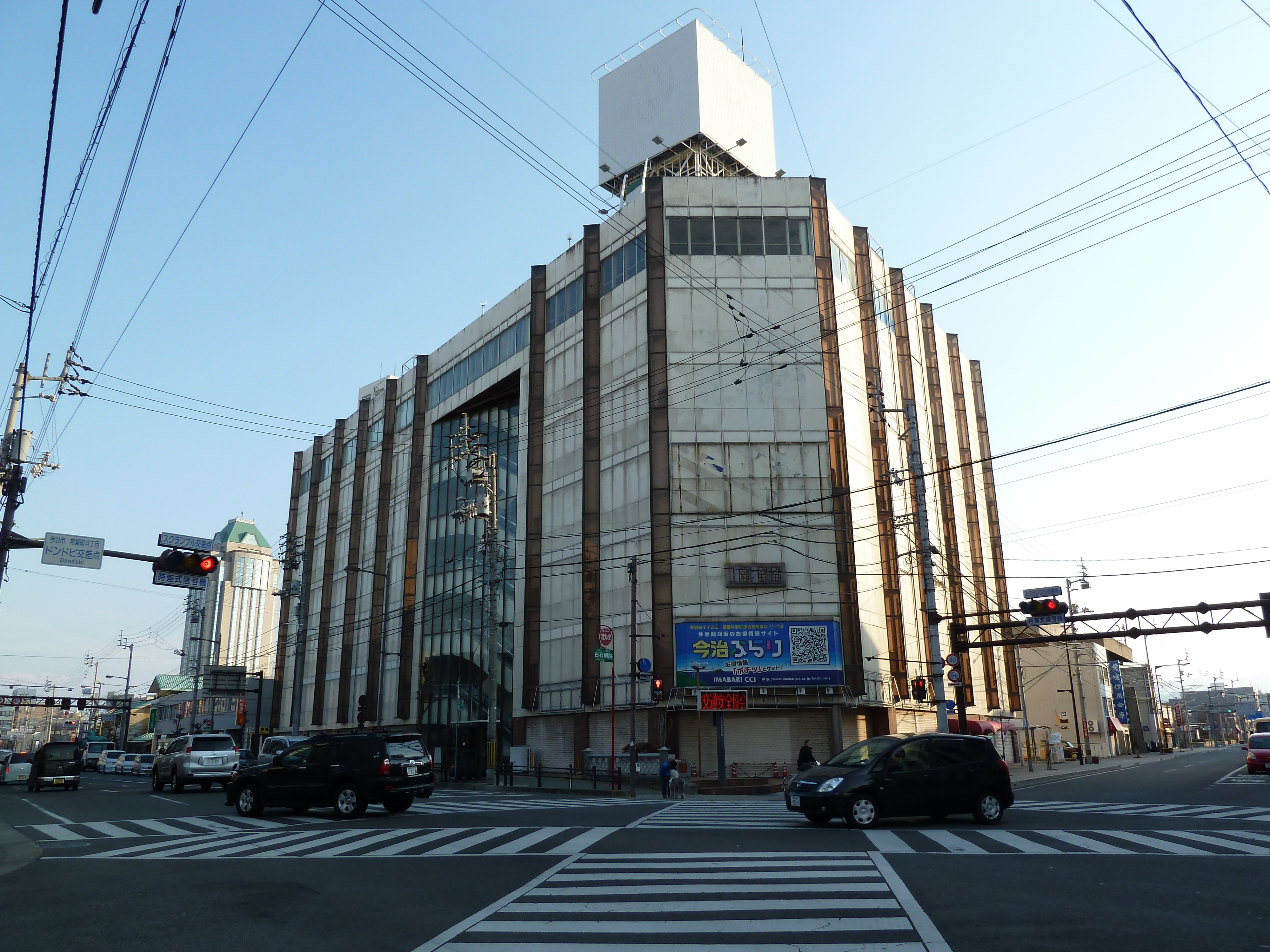
廃業後の今治大丸（2011年3月28日）

今治大丸（いまばりだいまる）は、かつて愛媛県今治市で営業していた日本の百貨店およびその運営会社。日本の大手百貨店の大丸（現・大丸松坂屋百貨店）の子会社だった。

## 概要
店舗面積は10,540m2で大丸では新居浜大丸、長崎大丸に次いで最小規模であった。新居浜大丸閉店後には新居浜市に出張所を設置していた。
1962年（昭和37年）に地元資本の百貨店大洋デパートとして今治市で創業し、1973年（昭和48年）に常盤町四丁目（閉店時の場所）に移転した。
移転した翌年の1974年（昭和49年）に大丸の傘下に入り今治大丸に商号変更し、今治市の中心市街地の商店街を代表する百貨店として営業すると共に外商部門では強みを持ち東予地方を中心に顧客を獲得してピーク時の1992年（平成4年）2月期に売上高101億円を上げた。
2001年（平成13年）には大丸の100%子会社となったが、今治港の衰退や地場産業のタオル産業の不振などに加えて、郊外型ショッピングセンターの進出が相次いで競争が激化した影響を受けて2007年（平成19年）2月期からは2期連続で当期赤字に転落し、2007年（平成19年）2月期は売上高60億円で純損失7500万円を計上して約23億円に上る累積損失解消の見通しが立たななくなったため営業継続が困難と判断し、2008年（平成20年）8月25日の親会社のJ.フロントリテイリングと大丸そして今治大丸の3社の取締役会で年内での営業終了決議して同日発表し、2008年（平成20年）12月31日に閉店して46年の歴史に終止符を打ち、四国では県庁所在地以外の百貨店が消滅することになった。
閉店後は会社を清算する手続きに移行し、約25億円の損失処理を見込んでいる。

## 跡地利用
跡地の利用については閉店後空きビル状態が続いていたが、今治商工会議所や地元企業などが2012年4月に、解体・更地化するための会社「どんどび」を設立し収得、同年6月より解体が始まった。
今治商工会議所や今治市、商店街などの関係者で構成される「今治大丸跡地対策委員会」が活用策を検討しており、2013年3月5日の委員会では居住部分とテナント、公共部分を備えた多機能複合ビルの3案がまとめられた。いずれも住居機能を備える複合施設で、総合病院、公的機関、百貨店をそれぞれ核とする3つの案がまとめられ、跡地を所有する会社「どんどび」が3案を基に再開発計画を決定する予定であった。2014年3月末までに再開発の方向性を決める予定であったが、工事費の高騰もあり、開発業者の選定が難航。開発業者探しは続けるものの、再開発の予定は未定となっている。
2013年4月30日に景観美化のため緑のオアシスを開始した。芝生広場は「芝っち広場」という名称が付けられイベント等で活用されており、一般への貸し出しもされている。
2018年7月には、中心市街地活性化を目的に大型野外ビジョン「ドンドビビジョン」（縦3.84メートル、横6メートル）が設置された。イベント情報や防災情報、FC今治の応援メッセージなどを放映する他、ライブ中継やスポーツ中継などでの利用が想定されている。

## 閉店時におけるフロアガイド
- R： 屋上
- 7： 子供服・催・レストラン
- 6： 食器・寝具・美術・宝石・時計・メガネ
- 5： 紳士服・紳士用品・ゴルフウェア・洋品
- 4： 婦人服プレタポルテ・ハイファッション
- 3： 婦人服ミッシィー・ミセス
- 2： 婦人服ヤング・ヤングアダルト
- 1： 婦人用品・化粧・ハンドバッグ・サービスサロン
- B： 食品

## 周辺
- 今治市役所
- 今治商店街
- 予讃線今治駅
- 今治港
- マルナカ今治駅前店
  - 以前はイオン今治店の前身であるニチイ今治店が立地していた。
- 今治国際ホテル
- 今治郵便局
- 今治警察署